# PartYssimo
A PartYssimo zenekar 2010 tavaszán alakult, kezdetben öt-, majd hat-, később hét-, aktuális felállásában pedig kilencfős rendezvény- és esküvőzenekar.
A formáció felállása: női ének, férfi ének, billentyű, gitár, basszusgitár, harsona, trombita, szaxofon, dob.

## A zenekar tagjai
A zenekar férfi énekese Bátori Miklós (Miki), aki 2021 év végén került a csapat élére. Vele korábban 2013-ban az X-faktor döntőjében az MDC zenekar énekeseként találkozhattunk.
A női énekes Nkuya Sonia (Sonia), a Megasztár negyedik szériájában döntőbe jutott énekesnő, aki 2014. május óta a Sugarloaf együttes énekese is.
A másik énekes Dina, aki éveken át volt Fenyő Miklós vokalistája, majd a Smile zenekar női frontembere. Ez utóbbi zenekar alapító tagja volt a PartYssimo dobosa és zenekarvezetője Petrosz is, aki mögött több, mint 1500 fellépésnyi zenei múlt van már, valamint a basszusgitáros Kelex is, aki szintén több, mint 20 éves zenei múlttal rendelkezik. A fúvós szekciót Franco, Dick és Cocco alkotják. Mindannyian magasan képzett zenészek, diplomájukat a Liszt Ferenc Zeneművészeti Egyetemen szerezték. A billentyűs KisBryan évek óta a magyar popzenei életben tevékenykedik zeneszerzőként és dalíróként. Munkássága a hazai popzenei előadók mellett különböző TV műsorokhoz is köthető, mint pl. a Dalnokok ligája, a Staraooke, vagy a Csillag születik című TV műsorok. Több hazai előadó lemezén dolgozott, mint például Lola, Dukai Regina, Betty Love, Kasuba L. Szilárd. A gitáros BigGiant, szintén 20 éve van a zenei pályán. Volt már saját rock-zenekara, dolgozott sessionzenészként a Fiestával, Kasuba L. Szilárddal, Náksival és Brunnerrel, a Dáridóban és a Dalnokok ligájában, illetve zeneszerzőként és dalíróként is tevékenykedik. A harsonás Franco, a brass-szekció vezetője. A trombitás Dick, a szaxofonos Cocco, aki klarinét szakon diplomázott.
2010-től volt a zenekar női énekese Komondi Lia, aki az X-Faktor negyedik évadában a mentorházba jutott.
2011–2019 között a zenekar énekese és frontembere Haddad Henrik (Ricky) volt, aki korábban a Picasso Branch fiúegyüttesben tűnt fel.
2019-2021 között a férfi énekese a csapatnak Bihal Roland (Roli) volt, akivel korábban 2012-ben a Megasztár 6 döntőjében találkozhattunk.

## A sztárkoktél
A zenekar az esküvőkön, és más rendezvényeken való fellépése mellett saját klubkoncerteket is ad. E koncertek korábban a Jam Pubban, jelenleg a Jazzy Pubban zajlanak. 2012-ben indították Sztárkoktél néven azt a koncertsorozatukat, amelyeken ismert előadók lépnek fel vendégként. 2016. májusig 25 ilyen koncertre került sor. A fellépők között voltak többek között Szekeres Adrien, Dér Heni, Bebe (Back II Black), Judy, Palcsó Tamás, Gájer Bálint, Antal Timi, Sári Éva, Sipos F. Tamás, Veres Mónika (Nika), Nagy Adri.

## Díjak
- Hungarian Wedding Award 2015 (Az év esküvői zenekara)[10]
- Hungarian Wedding Award 2015 (Különdíj)[11]
- Hungarian Wedding Award 2016 (Az év esküvői zenekara)[12]
- Hungarian Wedding Award 2017 Együttműködés díja – Zenekar kategória és
- Hungarian Wedding Award 2017 Különdíj[13]
- Hungarian Wedding Award 2018 Együttműködés díja – Zenekar kategória[14]